# Америка (яхта)
Америка  — американська крейсерська яхта, що першою з не англійських яхт виборола британський кубок «Ста гіней» (в подальшому — Кубок Америки). Конструктор: Джордж Стірс.

## Історія
В 1850 році яхтсмени США вирішили кинути виклик знаним англійським яхтсменам. Для цього був заснований синдикат і побудована шхуна «Америка».

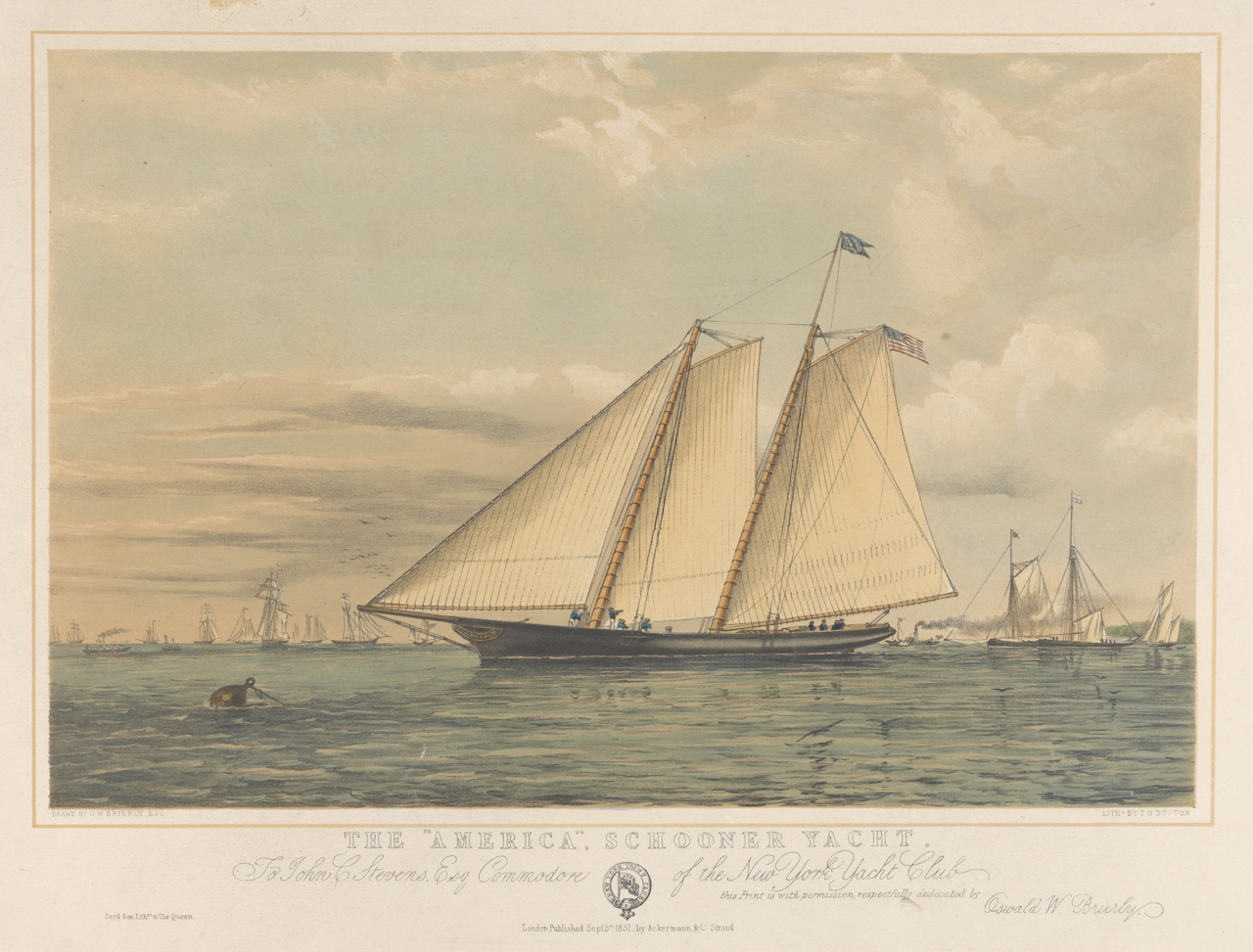

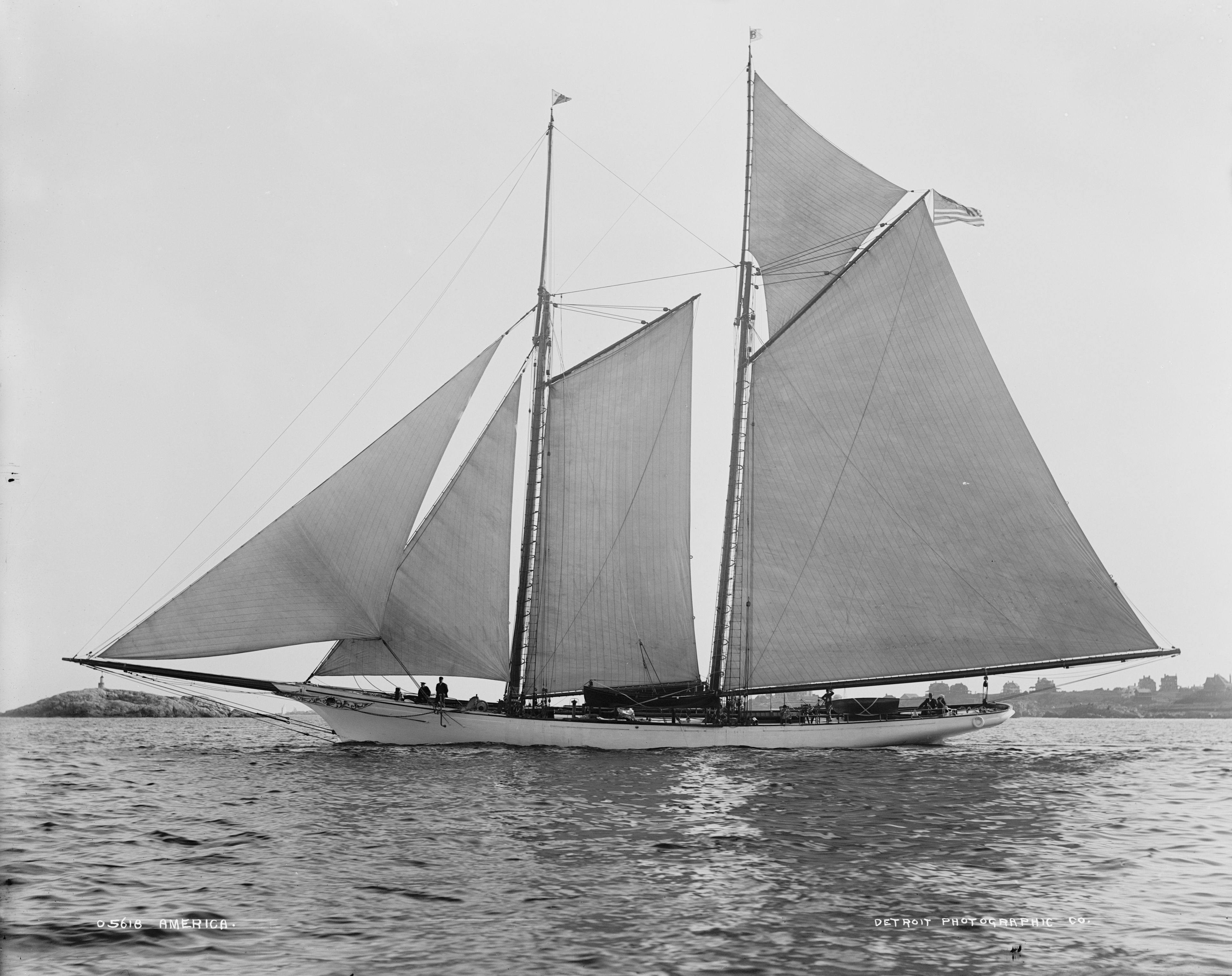

21 червня 1851 року «Америка» під командуванням Діка Брауна вийшла з нью-йоркської гавані і через 20 діб кинула якір у французькому порту Гавр, де проходила підготовка до майбутніх перегонів.
29 липня «Америка» перетнула Ла-Манш. Після того, як «Америка» встала на якір, її оглянули англійці. Знайшовши технічні новації в конструкції шхуни, американцям було відмовлено в допуску на щорічну Королівську регату, через те, що яхта належить групі осіб — синдикату, а не одній особі, як вимагали правила перегонів. Тоді капітан «Америки» зголосився на парі, з приводу якого газети підняли шум, а Королівська ескадра була змушена запросити «Америку» брати участь в гонці навколо острова Вайт за приз у вигляді срібного кубку (в подальшому — «Кубок Америки»).
22 серпня в 10 ранку, після пострілу гармати, екіпаж «Америки» став неспішно піднімати якір, пропустивши вперед 14 англійських яхт. До 3,30 пополудні, коли позаду була половина дистанції, «Америка» обійшла найближчого конкурента майже на милю.
Існує легенда, що Королева запитала капітана своєї яхти, з борту якої спостерігала за перегонами: «який парусник йде другим?» Була відповідь: «другого немає».
Перемога яхти «Америка» довела перевагу інженерних рішень над майстерністю екіпажів.
В 1851–1901 роки яхта була багато разів перепродана і не показувала видатних спортивних результатів, хоча взяла участь в 51 перегонах і отримала 12 перемог.
У березні 1941 року яхта була зруйнована через падіння даху ангара зберігання. Залишки корпусу були остаточно зруйновані в 1945 році. На поточний момент збереглись грот-щогла та декілька дрібних деталей.